# Кљунар
Кљунар или платипус или чудновати кљунар, (лат. Ornithorhynchus anatinus) је овипаран сисар из Аустралије. Врста је једини представник породице кљунара ( Ornithorhynchidae). Заједно с још четири (према неким ауторима три) врсте мравињих јежева или ехидни (Tachyglossidae) чине једине живе врсте поткласе прасисара (Prototheria) и од свих других сисара разликује се тиме што не коте живе младе, него легу јаја.

## Опис
Тело му је покривено кратком и врло масном смеђом длаком и спљоштено. Кљунар је прекривен дебелим непропустљивим слојем длаке, осим по ногама и кљуну. Длака му је тамносмеђа по леђима, док је на трбуху светлија. Такође му је длака сложена у два слоја, унутрашњи који је финији и спољашњи грубљи. Горњи (спољашњи) слој задржава у себи ваздух и помаже кљунару да сачува топлоту у току зимских месеци и пливања у хладној води. На глави с кратким и неистакнутим вратом има широк пљоснат кљун попут патке, који је на рубу кожнат и има носне отворе на предњој трећини, очи се налазе одмах изнад кљуна. Уши су му без ушних шкољки и може да их затвори. Меснати језик покривен је рожнатим зубићима и потпуно испуњава усну шупљину. Петопрсте кратке ноге имају пловне кожице, које су приликом ходања пресавијене уназад. Мужјак на задњим ногама има рожнате оструге с отворима кроз који се излива садржај бедрених жлезда отрован попут змијског отрова. Није познато брани ли се животиња тиме. Расте око 50 (мужјаци, а женке око 43 cm) центиметара у дужину, од чега на реп отпада око 14 центиметара. У репу се чувају масноће које служе као резерва хране, које животиња може да искористи током оскудице, као на пример током зиме. Горња страна репа код кљунара је прекривена грубљом длаком док је са доње стране ретка, за разлику од дабра који свој реп користи и за покретање у води кљунар свој реп користи само за управљање док плива. Тежина мужјака износи око 1,7 kg, а женке око 1 kg.
За разлику од других сисара, њихова телесна температура је с 32°C врло ниска. Је ли та чињеница била својствена свим сисарима који су легли јаја или је то посебна адаптација на начин живота, данас више, на темељу малог броја врста једноотворних животиња, није могуће поуздано утврдити.
Године 2004. откривена је још једна посебност кљунара: женке имају десет X-хромозома, а мужјаци 5 X- и 5 Y-хромозома (хромозоми који одређују пол), док већина осталих сисара (укључујући и човека) има по два (женке XX, мужјаци XY). У неким аспектима система хромозома ових животиња личи на систем какав имају птице за који се до сад претпостављало да се развио независно од сисара.

## Физиологија
Кључна физиолошка разлика између кљунара и других сисара је то што кљунари (Монотреме значи један отвор на грчком) имају један отвор за репродукцију, уринирање и дефекацију, као што је случај код гмизаваца. Други сисари имају посебне отворе: вагина, уретра и анус. Монотреме легу јаја која женка снабдева храњивим састојцима.

## Станиште
Живи у рукавцима река обраслих дрвећем. У обалама копа своје подземне тунеле с више излаза и отвором испод површине воде. Живи у Аустралији и на Тасманији.

## Исхрана
Док рони, кљунар држи затворене очи, уши и ноздрве. Ослања се једино на свој врло осетљив кљун, мекан и савитљив, помоћу којег налази храну. Кљун хвата сићушне електричне титраје које одашиље његов плен. Његов кљун је заправо дуга њушка покривена меком савитљивом кожом. Храни се малим воденим животињама, као што су пужеви, шкољке, слатководни ракови, црви и ларве инсеката. Храну коју улови, складишти у кесама које се налазе иза кљуна и једе тек када се врати на површину. Окретан је у води, а спор на копну. У току дана кљунар може да поједе количину хране која износи половину његове тежине, а у потрази за храном може да проведе и дуже од пола дана. Вишак хранљивих материја чува у репу у облику масти. Храну тражи у муљу док рони. Кљуном, веома осетљивим на додир, копа по речном дну како би узнемирио речне животињице, а затим помера главу лево-десно како би осетио електричне импулсе који настају због контракција мишића плена који се креће. Ова животиња има способност електроперцепције - лоцирања плена на основу електричних импулса које ловина производи. Кљунар рони затворених очију, ослањајући се на сензоре у кљуну којима открива електрична поља која емитује његов плен испод воде. Како нема зубе у кљуну има рожнате творевине које му служе као сито и којима стискајући кљун мрви храну.

## Размножавање
Изван раздобља парења кљунари су самотњаци. У време парења, које пада у касну зиму или пролеће (јун до октобра), женка се приближава мужјаку и непрекидно га глади по крзну. Након тога, мужјак кљуном ухвати женку за реп и заједно пливају у круг. Само парење, током којег мужјак уводи пенис у женкину клоаку, одвија се у води. 
За подизање младунаца женка копа веће, понекад до 20 метара дуге, подземне канале. На крају ископа већу јаму коју облаже деловима биља. Материјал за облагање „гнезда” доноси стиснут савијеним репом уз трбушни део тела. Између 12 и 14 дана након оплодње, женка полаже најчешће 3 бела јаја. Великим жуманцетом и љуском као пергамент, јаја им више подсећају на јаја рептила него на птичја јаја. Женка греје јаја тачно 10 дана, а младунци се излежу голи, затворених очију и велики 25 mm. Након тога, мајка их храни млеком које луче жлезде у прсном подручју, стварајући на крзну „млечно поље”. Како мајка нема брадавице, младунци лижу млеко с мајчиног крзна. Мужјаци не учествују у подизању младунаца који остају у мајчином тунелу око 5 месеци, али мајка их доји и након тога. 
Кљунари су полно зрели с две године. Најдужи познати животни век једног кљунара који је живео у заточеништву био је 17 година, а дужина животног века у природи је непозната. Процењује се на око 5 до 8 година.

## Отров
И мужјаци и женке кљунара су рођени са рожнатим остругама на шапама, али само мужјаци имају отров, који се углавном састоји од протеина налик дефензину (енгл. defensin-like proteins (DLPs)). DLPs производи имуни систем кљунара. Његова функција је да уништи патогене бактерије и вирусе, али кљунари много више користе свој отров за одбрану. Он је довољно јак да убије мање животиње попут паса, док је несмртоносан по људе, али је бол који људи осете веома јак и може довести до привремене парализе мишића.
Едем се брзо ствара око ране и постепено шири. Информације добијене из студија случаја и усмених исказа указују на то да се бол развија у дуготрајну хипералгезију (појачана осетљивост на бол), која траје данима или чак месецима. Отров се производи у отровним алвеоларним жлездама мужјака, које су у облику бубрега и повезане каналом са остругом на сваком задњем екстремитету. 
Женка кљунара, има закржљале оструге које се не развијају (и отпадају до краја прве године), и немају функционалне отровне жлезде.
Отров изгледа има другачију функцију од оне коју има код врста које нису сисари; отров није опасан по живот људи, али је ипак довољно снажан да може озбиљно да угрози жртву. Пошто само мужјаци производе отров, а његова производња се повећава током сезоне парења, он може бити употребљен као офанзивно оружје у потврђивању доминације током овог периода. Сличне оструге се могу наћи на многим архаичним сисарима, што указује на то да је њихово постојање било карактеристика сисара, а не само кљунара и монотрема.

## Еволуција
Према једној од раних теорија о пореклу монотрема, коју је 1947. изнео Вилијам Кинг Грегори, плацентални сисари и торбари су се развили први, да би касније дошло до поделе торбара на торбаре и монотреме. Међутим, каснија истраживања и проналасци фосилних остатака су указала на то да је ово био погрешан закључак.
Монотреме представљају једно од раних гранања породичног дрвета сисара, при чему једну грану представљају монотреме, а другу преци плаценталних сисара и торбара, касније гранање је довело до поделе на плаценталне сисаре и торбаре. Молекуларни сат и датирање фосила указују на то да су се кљунари одвојили од ехидни пре око 19–48 милиона година.
Најстарији откривени фосил модерних кљунара потиче од пре око 100.000 година, из доба Квартара. Изумрле монотреме Teinolophos и Steropodon су некада сматране за блиске сроднике модерних кљунара, али данас се сматрају за једне од базичних таксона.

### Јужноамерички кљунар
Фосили врсте Monotrematum sudamericanum су пронађени у Јужној Америци, тачније у Аргентини, што указује на то да су монотреме биле присутне на суперконтиненту Гондвани, чији део су били данашњи континенти Јужна Америка, Аустралија и Антарктик (пре око 167 милиона година).

### Џиновски кљунар
Научници у Аустралији, на основу фосила зуба, идентификовали су изумрлу врсту сисара, џиновског кљунара (Obdurodon tharalkooschild). Та животиња је живела пре 5 до 15 милиона година.
На основу величине зуба закључено је да је џиновски кљунар био дуг око 1,3 метара, то јест био је два пута дужи од данашњих кљунара и највећи кљунар икада (за ког се зна да је постојао). Имао је њушку у облику кљуна патке, густо и масно крзно и шапе које имају између прстију кожицу за пливање.
Животиња је идентификована на основу једног зуба (кутњака) на Универзитету у Њујорку, а фосил је пронађен у држави Квинсленд на североистоку Аустралије.
„Откриће те нове џиновске врсте је изненађујуће, јер смо мислили да су садашњи чудновати кљунари настали много раније“, рекао је аустралијски научник Мајкл Арчер и додао да се сада зна да су постојале паралелне врсте кљунара, међу којима је и овај џиновски.
Ова врста је живела у води, као и данашњи кљунар, и живела је надомак шума. Хранио се раковима и другим морским плодовима, као и малим кичмењацима, жабама и корњачама..